# Lasówka magnoliowa
Lasówka magnoliowa (Setophaga magnolia) – gatunek małego, wędrownego ptaka z rodziny lasówek (Parulidae), zamieszkujący Amerykę Północną. Monotypowy (nie wyróżnia się podgatunków). Nie jest zagrożony.

## Morfologia

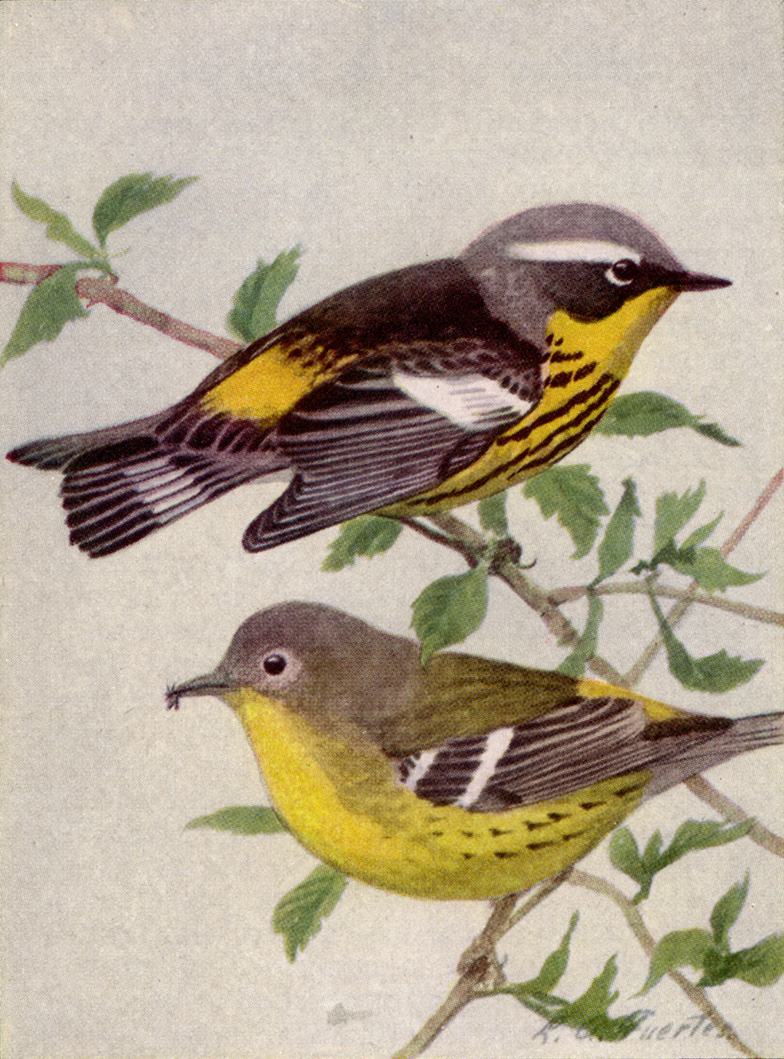
Dorosły (u góry) i młodociany samiec

Długość ciała 11,5–13,5 cm. Masa ciała 6,6–12,6 g.
Wierzch głowy szary, grzbiet czarny, kuper żółty, ogon czarny z białymi plamami w kształcie prostokąta. Na czarnej masce widoczna biała brew i pasek pod okiem w kształcie półksiężyca. Na skrzydłach widać 2 szerokie, białe paski. Gardło i spód ciała żółte, w czarne kreski; pokrywy podogonowe białe. Samica jest bardziej matowa. Młode ptaki i dorosłe jesienią mają szarą głowę, wokół oczu wąską, białą obrączkę, grzbiet oliwkowozielony; spód w delikatne kreski, na piersi widać szarą przepaskę.

## Zasięg, środowisko
Iglaste lasy północnej i środkowo-zachodniej części Ameryki Północnej (od środkowej do południowo-wschodniej Kanady oraz w północno-wschodnich i północno-środkowych USA). Zimę spędza w południowym Meksyku, Ameryce Centralnej i na wyspach Karaibów. Na zimowiskach występuje od poziomu morza do 1500 m n.p.m. w różnych typach siedlisk, w tym na plantacjach kakao, w sadach, lasach i zaroślach.

## Zachowanie
Wyprowadza 1 lęg w roku, rzadko 2. Gniazdo znajduje się w gęstym igliwiu, zwykle na poziomej gałęzi blisko pnia drzewa, na wysokości mniejszej niż 3 metry nad ziemią; wygląda niechlujnie i zbudowane jest z traw i łodyg roślin zielnych na fundamencie z gałązek. Samica składa 3–5 jaj. Inkubacja trwa 11–13 dni, zajmuje się nią samica. Pisklęta są karmione przez oba ptaki z pary, choć aktywniejszą role spełnia samica. Młode są opierzone po 8–10 dniach od wyklucia i zaczynają opuszczać gniazdo, choć jeszcze przez około 25 dni do miesiąca są zależne od rodziców.
Żywi się głównie gąsienicami, zjada także owady i pająki. Jesienią, a także w czasie złej pogody, gdy owady są słabo dostępne, dietę uzupełnia owocami jagodowymi.

## Status
IUCN uznaje lasówkę magnoliową za gatunek najmniejszej troski (LC, Least Concern) nieprzerwanie od 1988 (stan w 2020). Organizacja Partners in Flight szacuje liczebność populacji na 39 milionów dorosłych osobników. Trend liczebności populacji jest wzrostowy.